# Cryptops campestris
Cryptops campestris är en mångfotingart som beskrevs av Carl Graf Attems 1952. Cryptops campestris ingår i släktet Cryptops och familjen Cryptopidae.
Artens utbredningsområde är Rwanda. Inga underarter finns listade i Catalogue of Life.